# El viaje de Litija a Čatež
El viaje de Litija a Čatež es una obra literaria del escritor esloveno Fran Levstik. Se trata de un libro de viajes escrito en 1858. Esta obra es importantísima para la literatura eslovena porque incluye todo un programa literario.
El autor habla de cómo él y un amigo viajaron a pie desde Litija, cerca de los bosques y los viñedos de Dolenjska, hasta Čatež. Habla sobre las personas con quienes se encontraron, sobre la economía, sociedad, cultura y también sobre la formación de la noción eslovena de sloventstvo (‘eslovenidad’). Al final el libro evoluciona hasta convertirse en un ensayo donde presenta sus ideas sobre los géneros contemporáneos de la literatura eslovena. Es esta parte la que se considera programa literario de Levstik.
En memoria de este viaje cada año se organiza la marcha de Litija a Čatež que transcure por el mismo camino descrito por Levstik. La marcha tradicional siempre tiene lugar el 11 de noviembre, al día de la fiesta de San Martín. El punto más alto de este camino está a 700 m de altitud y aquí la gente puede optar entre el camino corto por el sur (21 km) y el camino largo por el norte (23 km). En muchos puntos hay paneles con fragmentos del libro, pudiendo leer todo libro durante el trayecto.
Puede disfrutarse de la belleza del entorno, vistas panorámicas, iglesias grandes, secadores de fruta, hogueras (las sepulturas de los ladrones), la casa de Tona Zidarjeva (amante de Levstik), el castillo de Turn, etc. Existe la posibilidad de descansar en varias granjas y albergues, que el 11 de noviembre están abiertos y ofrecen comida rústica, como por ejemplo «zaseka», hecha a base de pan, y «žganci» (parecido a las gachas). Pero no solo se come sino también se bebe: en la mayoría de los casos la bebida principal es el vino. Al inicio del camino cada viajero recibe un pequeño libro donde figura un mapa del camino y también se puede coleccionar sellos de caminanto, que sirven de muestra de que alguien ha recorrido todo el camino. Al final del camino siempre hay una fiesta y autobuses que llevan a los viajeros de vuelta a Litija.
La marcha de Levstik se creó en 1987, cuando 397 viajeros de todos los puntos de Eslovenia se fueron a caminar. Hoy en día participan alrededor de 20.000 personas, no solo de Eslovenia sino también de otros países europeos. El camino está marcado durante todo el año y por eso se puede hacer en cualquier temporada.